# Henric cel Bătrân
Henric de Mödling, supranumit cel Bătrân, (în germană Heinrich de Medlich sau Heinrich der Ältere; n. 1158 – d. 11 septembrie 1223) aparținând Casei de Babenberg, a fost unul dintre cei doi fii ai lui Henric al II-lea Jasomirgott (primul duce al Austriei) și al soției lui, Teodora Comnena, nepoata împăratului bizantin Manuel I. Henric de Mödling a fost fratele mai mic al lui Leopold al V-lea, duce al Austriei și al Stiriei. El a fost supranumit „cel Bătrân” pentru a-l deosebi de fiul său cu același nume.

## Biografia
Henric cel Bătrân a primit conducerea orașului Mödling de la fratele său Leopold (care fusese deja înfeudat cu Ducatul Austriei în timpul vieții tatălui lor), oraș care era una dintre cele mai vechi posesiuni ale familiei și care a cunoscut o mare dezvoltare sub cârmuirea lui. El însuși se intitula „Duce” de Mödling. Castelul Mödling a fost construit ca reședință a sa. Deși a fost apreciat pozitiv pentru acțiunile sale și a avut o bună reputație totuși, el nu a reușit niciodată să-l egaleze pe fratele său. El l-a susținut financiar al poetului Walther von der Vogelweide acesta vizitând Mödling în 1219.
Henric a fost Advocatus al Mănăstirii Sf. Emmeram din Regensburg în jurul anului 1180, fapt dovedit scriptic. El l-a însoțit în Cruciada din 1197 pe împăratul romano-german Henric al VI-lea din dinastia Hohenstaufen.
Henric cel Bătrân a fondat o nouă ramură a familiei de Babenberg.
El a fost înmormântat la Mănăstirea Heiligenkreuz lângă fratele său Leopold al V-lea.

## Căsătoria și descendenții

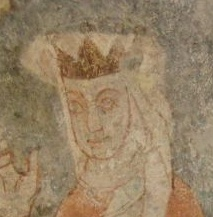
Richza, soția lui Henric cel Bătrân (pictură în Osuarul din Capela Sf. Pantelimon, Mödling)

Henric cel Bătrân a fost căsătorit cu Richza (sau Richsa, Richeza, Raitza) (d.1182), fiica lui Vladislav al II-lea, regele Boemiei și a soției sale, Iudita de Turingia. Singurul lor copil a fost Henric cel Tânăr. În 1236 odată cu moartea lui s-a stins această ramură a familiei Babenberg. –